# Anton von Below

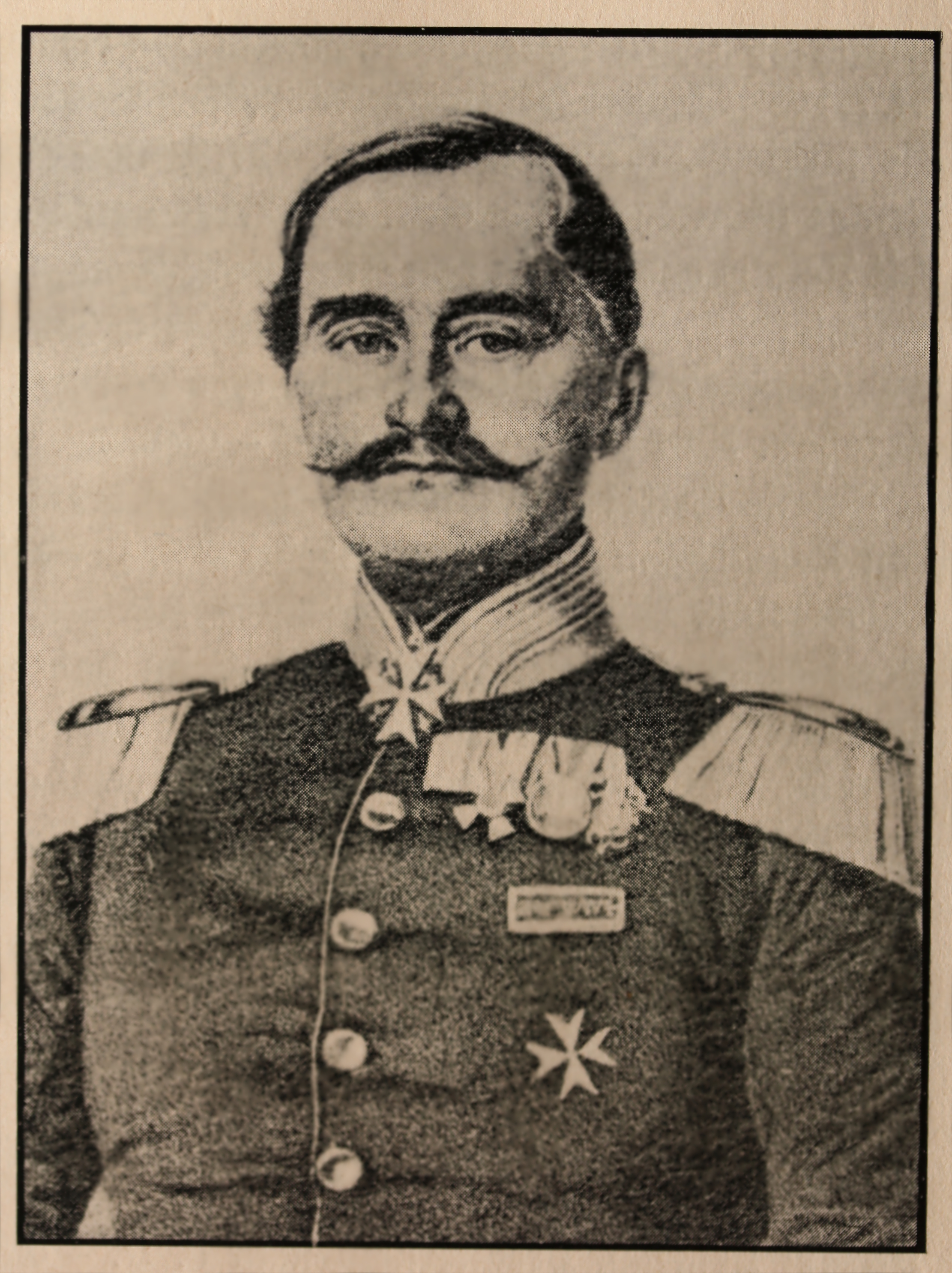
Anton August von Below

Anton August von Below (* 23. August 1808 in Königsberg; † 25. Mai 1896 ebenda) war ein preußischer Generalleutnant.

## Leben

### Herkunft
Anton entstammt den alten mecklenburg-pommerschen Adelsgeschlecht von Below. Er war ein Sohn des späteren preußischen Generalleutnant Theodor von Below (1765–1839) und dessen Ehefrau Friederike, geborene von der Goltz (1787–1853). Seine Brüder Ferdinand (1812–1870) und Karl Theodor (1818–1897) waren ebenfalls preußische Generalleutnants.

### Militärkarriere
Below besuchte ab 1821 zunächst die Kadettenhäuser in Kulm und später in Berlin. Am 4. April 1826 wurde er als Unteroffizier dem 3. Kürassier-Regiment der Preußischen Armee überwiesen. Allerdings unterbrach er seine aktive Militärkarriere und schied mit dem Charakter als Premierleutnant und der Erlaubnis zum Tragen der Armeeuniform am 19. Dezember 1839 aus dem aktiven Dienst. In das I. Bataillon des 4. Landwehr-Regiments wurde er im August 1842 aufgenommen. Drei Monate später wechselte er zum II. Bataillon des 1. Landwehr-Regiments.
Ab 1845 war Below Premierleutnant. Nachdem er sieben Jahre als beurlaubter Landwehroffizier auf seinem Gut gelebt hatte, trat er ohne Gehalt in den aktiven Dienst zurück und wurde ab 3. Februar 1847 dem 3. Kürassier-Regiment aggregiert. 1848 wurde er Adjutant beim Generalkommando des I. Armee-Korps und 1849 Rittmeister. Am 19. März 1850 wurde er Eskadronchef im 3. Kürassier-Regiment und am 1. Juni 1856 als Major unter Stellung à la suite seines Regiments zum Direktor der neuen Militärreitschule Schwedt ernannt. Ab März 1858 wurde er etatmäßiger Stabsoffizier im 5. Kürassier-Regiment und ab 1859 mit der Führung des 8. Kürassier-Regiments beauftragt. 1859 ernannte man ihn zum Regimentskommandeur. Im Juli 1860 wurde Below zum Oberstleutnant befördert und im Oktober 1861 zum Oberst. Ab 18. April 1865 wurde Below Kommandeur der 16. Kavallerie-Brigade in Trier und am 15. Juni 1866 wurde er zum Generalmajor befördert. Er nahm 1866 während des Krieges gegen Österreich an den Schlachten bei Münchengrätz und Königgrätz teil. Im Oktober 1866 wurde er Kommandeur der neuerrichteten 17. Kavallerie-Brigade in Kiel. Für seine Leistungen wurde Below am 19. September 1868 mit dem Roten Adlerorden II. Klasse mit Eichenlaub und Schwertern am Ringe ausgezeichnet. Unter Verleihung des Charakters als Generalleutnant wurde er am 8. Mai 1869 mit Pension zur Disposition gestellt.
Below war Rechtsritter des Johanniterordens.

### Familie
Am 12. November 1839 vermählte sich Below zu Sanditten mit Bertha Georgine Luise Friederike Gräfin von Schlieben (* 20. Januar 1823 in Sanditten; † 11. November 1900 in Breslau). Aus der Ehe gingen sieben Kinder hervor:
- Werner Friedrich Louis Gustav (1841–1910), preußischer Generalmajor ⚭ Bertha Luise Karoline von Sydow (* 8. August 1842; † 13. Mai 1919)
- Luise Bertha (* 17. September 1842; † 16. Juli 1920) ⚭ 1871 Willibald Becks († 13. Oktober 1893), Kapitän zur See
- Anna Friederike (* 20. Mai 1844) ⚭ 1868 Karl von Lobenthal († 4. Dezember 1892), Oberst a. D.
- Emma Ida Georgine (* 16. August 1847 Königsberg; † 21. Juli 1876 Aurich) ⚭ 1867	Albrecht Wilhelm von Wobeser (* 14. Januar 1833; † 30. August 1893), Oberst a. D.
- Elise Cäcilie Clothilde Hermine (* 23. April 1850; †  24. März 1932)
- Friederike Clothilde Cäcilie (* 23. Januar 1855; † 10. März 1945)
- Hedwig Helene Hermine (* 27. Juni 1866; † 7. Februar 1955)